# Stille liv
|  | Denne artikel er oprettet af botten Steenthbot ud fra en ekstern database. Den kan derfor have sproglige fejl eller mangler. Denne skabelon kan fjernes efter kontrol af indholdet. |

Stille liv er en dansk spillefilm fra 2023 instrueret af Malene Choi.

## Handling
Carl på 19 år lever et stille liv på sine forældres gård på landet. Han er adopteret fra Sydkorea, lille og spinkel. Han føler sig fremmed i sin egen familie, hvor det grove arbejde på gården drejer sig om at håndtere store dyr. Han drømmer om at genetablere en forbindelse til sit fædreland, og trangen bliver endnu større efter en ubehagelig familiesammenkomst, hvor Carls udvidede familie viser deres sande, racistiske ansigter. En frustration og en vrede gror i Carl. Adoptivforældrene elsker Carl højt, men har svært ved at forholde sig til hans længsel efter hans første hjem. Carl må tage et valg om han vil søge efter sine rødder andetsteds eller favne sin skæbne i det jyske.

## Medvirkende
- Cornelius Won Riedel-Clausen
- Bodil Jørgensen
- Bjarne Henriksen